# 2006年のオールスターゲーム (日本プロ野球)
2006年のオールスターゲーム (日本プロ野球)は、2006年（平成18年）7月21日から7月23日まで開催されたプロ野球のオールスターゲーム（球宴）である。正式名称は2006 サンヨー オールスター ゲーム（2006 SANYO ALL STAR GAME）。7月22日終了の予定であったが、22日の試合が雨天中止になったために1日順延された。

## 概要
4月に引退を表明したSHINJO（新庄剛志〈以下「新庄」〉、北海道日本ハムファイターズ・全パ）がどのようなパフォーマンスをするか注目された2006年のオールスターゲーム。両軍の監督は前年にそれぞれのリーグで優勝したチームの監督が務め、全パ（オールパシフィック・リーグ）は千葉ロッテマリーンズ監督のボビー・バレンタイン、全セ（オールセントラル・リーグ）は阪神タイガース監督の岡田彰布が務めた。なお、日本人（日系人・通名使用の定住外国人・帰化日本人を含む）以外の人物がオールスターゲームで監督を務めるのはバレンタインが初である。
まず第1戦、新庄は虹色の輝きを放つバット（特殊な塗装を施してあった）と腰には電光掲示板が取り付けられたベルトで登場。「NEVER MIND WHATEVER I DO FAN IS MY TREASURE（ほっとけオレの人生だ。ファンはオレの宝物）」というメッセージが流れ、第2戦では「I ♥ U」や片仮名で「夢は見るものではなくつかむもの」、「ここまで野球ができたのもファンのおかげ」と流れた（他の野球用具に関するパフォーマンスなど、詳細は「新庄劇場#2006年のオールスターゲーム」を参照）。また、同僚の森本稀哲が第1戦で『ドラゴンボール』のピッコロ大魔王のようにメイクして登場した。また森本は第2戦でロッテ・西岡剛との重盗により、2004年第2戦の新庄以来史上3人目となる本盗に成功した。
またセ・藤川球児vsパ・小笠原道大&アレックス・カブレラの全球真っ直ぐの力勝負には多くのプロ関係者が「名勝負」と称える勝負であった。その場にいた選手もあまりの凄さに唖然としていたという。
また、清原和博と古田敦也も出場したが、このオールスターが現役最後の出場となった。
試合は、全セが2連勝（2005年以来の4連勝）した。
1988年以来、特別協賛してきた三洋電機がこの年の12月1日をもって撤退したことにより当年の2試合が最後の「サンヨーオールスターゲーム」となった。

## 出場選手
| セントラル・リーグ | セントラル・リーグ | セントラル・リーグ | セントラル・リーグ | パシフィック・リーグ | パシフィック・リーグ | パシフィック・リーグ | パシフィック・リーグ |
| ------------------ | ------------------ | ------------------ | ------------------ | -------------------- | -------------------- | -------------------- | -------------------- |
| 監督               | 岡田彰布           | 阪神               |                    | 監督                 | バレンタイン         | ロッテ               |                      |
| コーチ             | 落合博満           | 中日               |                    | コーチ               | 王貞治               | ソフトバンク         |                      |
| コーチ             | 牛島和彦           | 横浜               |                    | コーチ               | 森脇浩司             | ソフトバンク         |                      |
|                    |                    |                    |                    | コーチ               | 伊東勤               | 西武                 |                      |
| 先発投手           | 川上憲伸           | 中日               | 5                  | 先発投手             | 松坂大輔             | 西武                 | 8                    |
| 中継投手           | 藤川球児           | 阪神               | 2                  | 中継投手             | 菊地原毅             | オリックス           | 初                   |
| 抑え投手           | クルーン           | 横浜               | 2                  | 抑え投手             | 馬原孝浩             | ソフトバンク         | 初                   |
| 投手               | 岩瀬仁紀           | 中日               | 5                  | 投手                 | 小林雅英             | ロッテ               | 5                    |
| 投手               | 朝倉健太           | 中日               | 初                 | 投手                 | 斉藤和巳             | ソフトバンク         | 2                    |
| 投手               | 三浦大輔           | 横浜               | 3                  | 投手                 | 涌井秀章             | 西武                 | 初                   |
| 投手               | 石川雅規           | ヤクルト           | 初                 | 投手                 | 平野佳寿             | オリックス           | 初                   |
| 投手               | 木田優夫           | ヤクルト           | 2                  | 投手                 | 吉井理人             | オリックス           | 5                    |
| 投手               | 内海哲也           | 巨人               | 初                 | 投手                 | 武田久               | 日本ハム             | 初                   |
| 投手               | 黒田博樹           | 広島               | 3                  | 投手                 | 八木智哉             | 日本ハム             | 初                   |
| 投手               | 永川勝浩           | 広島               | 2                  | 投手                 | 福盛和男             | 楽天                 | 初                   |
| 捕手               | 古田敦也           | ヤクルト           | 17                 | 捕手                 | 里崎智也             | ロッテ               | 2                    |
| 捕手               | 矢野輝弘           | 阪神               | 6                  | 捕手                 | 日高剛               | オリックス           | 4                    |
| 捕手               | 阿部慎之助         | 巨人               | 3                  |                      |                      |                      |                      |
| 一塁手             | シーツ             | 阪神               | 初                 | 一塁手               | 小笠原道大           | 日本ハム             | 8                    |
| 二塁手             | 藤本敦士           | 阪神               | 3                  | 二塁手               | 本間満               | ソフトバンク         | 初                   |
| 三塁手             | 小久保裕紀         | 巨人               | 9                  | 三塁手               | 今江敏晃             | ロッテ               | 初                   |
| 遊撃手             | 鳥谷敬             | 阪神               | 2                  | 遊撃手               | 川﨑宗則             | ソフトバンク         | 3                    |
| 内野手             | 村田修一           | 横浜               | 初                 | 内野手               | 西岡剛               | ロッテ               | 2                    |
| 内野手             | 岩村明憲           | ヤクルト           | 4                  | 内野手               | 福浦和也             | ロッテ               | 4                    |
| 内野手             | 二岡智宏           | 巨人               | 5                  | 内野手               | 松中信彦             | ソフトバンク         | 7                    |
| 内野手             | 李承燁             | 巨人               | 2                  | 内野手               | 中島裕之             | 西武                 | 2                    |
| 内野手             | 東出輝裕           | 広島               | 初                 | 内野手               | カブレラ             | 西武                 | 4                    |
|                    |                    |                    |                    | 内野手               | フェルナンデス       | 楽天                 | 初                   |
| 外野手             | 福留孝介           | 中日               | 5                  | 外野手               | SHINJO               | 日本ハム             | 7                    |
| 外野手             | 金本知憲           | 阪神               | 9                  | 外野手               | 柴原洋               | ソフトバンク         | 3                    |
| 外野手             | 赤星憲広           | 阪神               | 3                  | 外野手               | 谷佳知               | オリックス           | 5                    |
| 外野手             | 濱中治▲            | 阪神               | 2                  | 外野手               | 大村直之▲            | ソフトバンク         | 3                    |
| 外野手             | アレックス         | 中日               | 初                 | 外野手               | 森本稀哲             | 日本ハム             | 初                   |
| 外野手             | 金城龍彦▲          | 横浜               | 3                  |                      |                      |                      |                      |
| 外野手             | 青木宣親           | ヤクルト           | 2                  |                      |                      |                      |                      |
|                    |                    |                    |                    | DH                   | 清原和博             | オリックス           | 19                   |

- 太字はファン投票で選ばれた選手。そのほかは監督推薦。▲は出場辞退選手発生に伴う補充。数字は出場回数。
  - 王貞治監督は病気療養のため欠場、代わりに森脇浩司コーチを補充
  - 小久保裕紀は右手親指骨折のため出場辞退、代わりに濱中治が選出
  - 福留孝介は左膝打撲のため出場辞退、代わりに金城龍彦が選出
  - 福浦和也は左第2中手骨剥離骨折のため出場辞退、代わりに大村直之が選出

## 試合結果

### 第1戦
|            | 1 | 2 | 3 | 4 | 5 | 6 | 7 | 8 | 9 | R | H | E |
| ---------- | - | - | - | - | - | - | - | - | - | - | - | - |
| パ・リーグ | 0 | 1 | 0 | 0 | 0 | 0 | 0 | 0 | 0 | 1 | 6 | 0 |
| セ・リーグ | 0 | 1 | 1 | 0 | 1 | 0 | 0 | 0 | X | 3 | 9 | 1 |

1. 2006年7月21日18:10(JST)試合開始 神宮 試合時間：2時間32分　観衆数/30,488人
2. パ：松坂（西）、吉井（オ）、平野佳（オ）、菊地原（オ）、武田久（日）－里崎（ロ）
3. セ：川上（中）、三浦（横）、石川（ヤ）、木田（ヤ）、岩瀬（中）、藤川（神）、Sクルーン（横）－矢野（神）
4. 勝利：三浦（1勝）
5. セーブ：クルーン (1S)
6. 敗戦：吉井（1敗）
7. 本塁打
パ：里崎1号（ソロ・川上）
セ：青木（ヤ）1号（ソロ・吉井）、岩村（ヤ）1号（ソロ・平野佳）
8. 審判
［球審］吉本（セ）
［塁審］山村（パ）・友寄（セ）・柳田（パ）
［外審］敷田（セ）・飯塚（パ）
9. * MVP: 青木宣親（ヤ）

#### オーダー
| パシフィック | パシフィック | パシフィック |
| 打順         | 守備         | 選手         |
| ------------ | ------------ | ------------ |
| 1            | [遊]         | 川﨑宗則     |
| 2            | [左]         | 谷佳知       |
| 3            | [中]         | SHINJO       |
| 4            | [指]         | 清原和博     |
| 5            | [一]         | 小笠原道大   |
| 6            | [捕]         | 里崎智也     |
| 7            | [三]         | 今江敏晃     |
| 8            | [右]         | 柴原洋       |
| 9            | [二]         | 本間満       |
|              | [投]         | 松坂大輔     |

| セントラル | セントラル | セントラル |
| 打順       | 守備       | 選手       |
| ---------- | ---------- | ---------- |
| 1          | [右]       | 青木宣親   |
| 2          | [中]       | 赤星憲広   |
| 3          | [三]       | 岩村明憲   |
| 4          | [左]       | 金本知憲   |
| 5          | [一]       | 李承燁     |
| 6          | [指]       | 村田修一   |
| 7          | [遊]       | 鳥谷敬     |
| 8          | [捕]       | 矢野輝弘   |
| 9          | [二]       | 藤本敦士   |
|            | [投]       | 川上憲伸   |

### 第2戦
|            | 1 | 2 | 3 | 4 | 5 | 6 | 7 | 8 | 9 | R | H  | E |
| ---------- | - | - | - | - | - | - | - | - | - | - | -- | - |
| セ・リーグ | 0 | 1 | 0 | 2 | 0 | 1 | 0 | 2 | 1 | 7 | 15 | 0 |
| パ・リーグ | 0 | 0 | 2 | 0 | 2 | 0 | 0 | 0 | 0 | 4 | 14 | 0 |

1. 2006年7月23日18:15(JST)試合開始 サンマリンスタジアム宮崎 試合時間：3時間 観衆数/29,777人
2. セ：内海（巨）、黒田（広）、朝倉（中）、永川（広）、藤川、クルーン－阿部（巨）、古田（ヤ）
3. パ：斉藤（ソ）、涌井（西）、八木（日）、福盛（楽）、馬原（ソ）、小林雅（ロ）－里崎、日高（オ）
4. 勝利：永川（1勝）
5. セーブ：クルーン (2S)
6. 敗戦：馬原（1敗）
7. 本塁打
セ：アレックス（中）1号（2ラン・涌井）、シーツ（神）1号（ソロ・八木）
パ：森本（日）1号（2ラン・黒田）
8. 審判
［球審］飯塚（パ）
［塁審］敷田（セ）・山村（パ）・友寄（セ）
［外審］柳田（パ）・吉本（セ）
9. * MVP: 藤本敦士（神）

#### オーダー
| セントラル | セントラル | セントラル |
| 打順       | 守備       | 選手       |
| ---------- | ---------- | ---------- |
| 1          | [中]       | 青木宣親   |
| 2          | [右]       | 金城龍彦   |
| 3          | [遊]       | 二岡智宏   |
| 4          | [指]       | 金本知憲   |
| 5          | [三]       | 村田修一   |
| 6          | [一]       | シーツ     |
| 7          | [左]       | アレックス |
| 8          | [捕]       | 阿部慎之助 |
| 9          | [二]       | 東出輝裕   |
|            | [投]       | 内海哲也   |

| パシフィック | パシフィック | パシフィック   |
| 打順         | 守備         | 選手           |
| ------------ | ------------ | -------------- |
| 1            | [二]         | 西岡剛         |
| 2            | [遊]         | 中島裕之       |
| 3            | [一]         | カブレラ       |
| 4            | [指]         | 小笠原道大     |
| 5            | [三]         | フェルナンデス |
| 6            | [捕]         | 里崎智也       |
| 7            | [中]         | SHINJO         |
| 8            | [右]         | 大村直之       |
| 9            | [左]         | 森本稀哲       |
|              | [投]         | 斉藤和巳       |

## テレビ・ラジオ中継

### テレビ中継
- 第1戦:7月21日
  - フジテレビ・フジテレビ739（中継録画）・BSフジ 実況：三宅正治（5回を除く）、大塚範一・高島彩（めざましテレビ、5回） 解説：江本孟紀（1-5回）、加藤博一（1-4回）、大矢明彦・高木豊（6-9回） リポーター：金村義明、大久保博元、平井理央、石本沙織・中野美奈子（めざましテレビ）
- 第2戦:7月23日
  - TBSテレビ≪制作協力：宮崎放送≫・TBSニュースバード（中継録画） 実況：椎野茂 解説：衣笠祥雄、佐々木主浩 ゲスト:PUFFY リポーター：林正浩、藤森祥平 ブルペンリポーター：久保田智子、赤荻歩

### ラジオ中継
- 第1戦:7月21日
  - TBSラジオ（JRN） 実況：初田啓介 解説：元木大介 リポーター：清原正博、戸崎貴広
  - 文化放送（NRN） 実況：斉藤一美 解説：西本聖、豊田泰光 リポーター：高橋将市、上野智広
  - ニッポン放送（NRN） 実況：松本秀夫 解説：田尾安志 ゲスト解説：アキ猪瀬 リポーター：師岡正雄、洗川雄司
  - ラジオ日本（独立系） 実況：小林幸明 解説：柴田勲 リポーター：内藤博之、内藤尚行
- 第2戦:7月23日
  - TBSラジオ・宮崎放送（JRN） 実況：戸崎貴広 解説：田淵幸一 リポーター：中村秀昭、清原正博
    - 当初は解説に槙原寛巳との2人が予定されていたが、順延で田淵1人に変更された。

  - 文化放送（NRN／九州朝日放送制作） 実況：岡田浩一 解説：藤原満、松沼雅之
  - ニッポン放送（NRN／毎日放送制作） 実況：仙田和吉 解説：初芝清、八木裕 リポーター：洗川雄司（LF）、井上雅雄（MBS）
  - ラジオ日本（独立系） 実況：内藤博之 解説：水野雄仁